# Élections générales boliviennes de 1989
Les élections générales boliviennes de 1989 ont lieu le dimanche 7 mai 1989. Comme aucun candidat n'obtient plus de la moitié des voix lors du vote populaire, le Congrès national procède à l'élection indirecte de Jaime Paz Zamora comme président de la République dans un vote où participent les trois candidats ayant préalablement obtenu le plus de voix.

## Système électoral
Plusieurs règles sont demeurées les mêmes que lors des élections générales de 1985, telles que le droit de vote, l'éligibilité d'une candidature, la taille des circonscriptions et l'utilisation de la liste fermée et bloquée attachée à l'élection du président et du vice-président.
Les citoyens boliviens étaient appelés à s'inscrire dès l'automne 1988 sur la liste électorale. Ils pouvaient le faire à l'aide d'une carte d'identité ou d'un carnet de service militaire. L'acte de baptême pour les naissances antérieures à 1940 et l'acte de naissance sont également devenus recevables en décembre 1988 après un changement législatif. Peu de semaines avant, le 28 novembre 1988, le Ministère de l'Intérieur, de la Migration et de la Justice met sur pied des officiers mobiles de l'État civil ayant l'attribution de décerner des certificats de naissance aux citoyens qui n'en possèdent pas.
Plusieurs groupes d'opposition clamaient que cette procédure visait à réaliser une fraude en faveur du Mouvement nationaliste révolutionnaire (MNR). Malgré les récriminations, il s'est avéré que le registre électoral de 1989 (2 137 285 citoyens inscrits) ne s'est pas notablement différencié de celui de 1985 (2 108 440 citoyens).
À la suite des élections générales de 1985 où il y avait un total de 18 candidats se présentant aux postes de président et de vice-président, une réforme eut lieu en 1986. La Loi électorale no 857 du 20 mai 1986 visait explicitement à réduire le nombre de candidatures possibles, cela au détriment de la représentativité et avec le risque que des groupes d'intérêts choisissent de s'exprimer via des moyens non institutionnels. Malgré cela, les élections de 1989 ont prouvé la capacité d'intégration du système politique : les représentants de plus petits partis ont tout de même continué d'adhérer à la démocratie. Quelques groupes armés se sont manifestés entre 1989 et 1993, mais ceux-ci n'ont ni eu d'impact sur la population ni suscité la sympathie dans la population.

## Divisions électorales
En ce qui a trait au Sénat, il s'est maintenu la règle présente depuis les élections générales de 1979, selon laquelle chaque département élirait trois sénateurs. Quant à la Chambre des députés, la distribution de sièges est conforme à celle établie depuis les élections générales de 1980. Le tout se détaillant comme suit :
| Département | Sénateurs | Députés |
| ----------- | --------- | ------- |
| Chuquisaca  | 3         | 13      |
| La Paz      | 3         | 28      |
| Cochabamba  | 3         | 18      |
| Oruro       | 3         | 10      |
| Potosí      | 3         | 19      |
| Tarija      | 3         | 9       |
| Santa Cruz  | 3         | 17      |
| Beni        | 3         | 9       |
| Pando       | 3         | 7       |
| Total       | 27        | 130     |

## Résultats
Dix binômes présidentiels se sont présentés aux élections générales de 1989, il s'est révélé toutefois, de par les négociations post-électorales, que leur formation était malléable et que certains partis pouvaient ne pas hésiter à démembrer ces binômes, malgré les distances idéologiques, pour atteindre le rôle de gouvernement.
Après plusieurs discussions, l'Action démocratique nationaliste (ADN) et le Mouvement de gauche révolutionnaire (MIR) décident de conclure ce qu'ils appellent l'Accord patriotique, pacte à partir duquel il est décidé que l'ensemble de la députation de ces deux partis voteront pour Jaime Paz Zamora du MIR (troisième dans la votation populaire) et Luis Ossio Sanjinés de l'ADN (candidat à la vice-présidence ayant obtenu la deuxième place) afin d'occuper respectivement les charges de président et de vice-président de la République. Ce vote s'inscrit dans un contexte où aucun binôme présidentiel n'a recueilli une majorité absolue lors du vote populaire et qu'il revient au Congrès national de désigner les titulaires des charges présidentielles parmi les trois binômes ayant obtenu le plus de voix.
Durant la présidence de Paz Zamora, une réforme électorale a lieu en 1991 afin de régulariser et encadrer des situations problématiques critiquées durant le processus électoral de 1989. La demande de cours impartiales par la population et quelques secteurs politiques conduit à l'institutionnalisation du Tribunal électoral national, qui depuis lors est composé de citoyens sans appartenance politique.
Les accords entre l'ADN et le MIR ont également encouragé une réforme constitutionnelle. Dès lors, il ne serait admissible au vote du Congrès lors de l'absence d'une majorité absolue que les premier et deuxième partis ayant obtenu le plus de voix au vote populaire. Ceci évitait que le troisième candidat ne puisse accéder à la présidence et que les deux postes présidentiels soient occupés par des personnes de formation politique différente. Aussi, il est établi une limite de trois tentatives de vote par le Congrès, au-delà de ce nombre, la présidence serait accordée au parti ayant obtenu la première majorité au vote populaire.
Globalement, le processus électoral de 1989 a consolidé les éléments de la démocratie convenue, soit par une distribution des charges publiques et a regroupé des traits plus tard rejetés par les accords politiques, notamment l'action discrétionnaire des cours électorales et la possibilité pour le candidat arrivé en troisième position d'accéder au poste de président.
|                         |                                                                    |                                                             |           |        |         |           |
| Candidats               | Candidats                                                          | Parti                                                       | Votes     | %      | Députés | Sénateurs |
|                         | Gonzalo Sánchez de Lozada y Sánchez Bustamante Wálter Guevara Arze | Mouvement nationaliste révolutionnaire                      | 363 113   | 25,65  | 40      | 9         |
|                         | Hugo Banzer Suárez Luis Ossio Sanjinés                             | Action démocratique nationaliste / Parti démocrate-chrétien | 357 298   | 25,24  | 38      | 8         |
|                         | Jaime Paz Zamora Gustavo Fernández Saavedra                        | Mouvement de la gauche révolutionnaire                      | 309 033   | 21,83  | 33      | 8         |
|                         | Carlos Palenque Jorge Escobari Cusicanqui                          | Conscience de la patrie                                     | 173 459   | 12,25  | 9       | 2         |
|                         | Antonio Araníbar Quiroga Wálter Delgadillo Terceros                | Gauche unie                                                 | 113 509   | 8,02   | 10      |           |
|                         | Roger Cortéz Hurtado Jerjes Justiniano Talavera                    | Parti socialiste-1                                          | 39 763    | 2,81   |         |           |
|                         | Víctor Hugo Cárdenas Emmo Emigdio Valeriano Thola                  | Mouvement révolutionnaire Túpac Katari de libération        | 30 286    | 1,62   |         |           |
|                         | Genaro Flores Santos Hermógenes Bazualdo García                    | Front uni de libération katariste                           | 16 416    | 1,16   |         |           |
|                         | – Waldo Cerruto Calderón de la Barca                               | Phalange socialiste bolivienne                              | 10 608    | 0,75   |         |           |
|                         | Luis Sandoval Morón Óscar García Suárez                            | Mouvement de gauche nationale                               | 9 687     | 0,68   |         |           |
| Votes valides           | Votes valides                                                      | Votes valides                                               | 1 415 869 | 66,27  |         |           |
| Votes blancs            | Votes blancs                                                       | Votes blancs                                                | 68 626    | 4,36   |         |           |
| Votes nuls              | Votes nuls                                                         | Votes nuls                                                  | 89 295    | 5,67   |         |           |
| Total de votes exprimés | Total de votes exprimés                                            | Total de votes exprimés                                     | 1 573 790 | 73,66  | 130     | 27        |
| Inscrits                | Inscrits                                                           | Inscrits                                                    | 2 136 560 | 100,00 |         |           |
| Abstention              | Abstention                                                         | Abstention                                                  | 562 770   | 26,34  |         |           |

### Analyse
Les suites des élections générales de 1989 permettent de constater une scission entre la volonté populaire et la représentation politique alors en place. Bien que la députation représente généralement ce que les citoyens ont exprimé, la présidence et la vice-présidence du pays se trouvent alors confiées aux candidats arrivés respectivement en troisième et en deuxième place à la suite du dépouillement des votes. L'alliance postérieure aux élections entre le Mouvement de la gauche révolutionnaire et l'Action démocratique nationaliste était d'ailleurs surprenante et indiquait que toute alliance pouvait être attendue, sachant que le premier est un parti se réclamant de la gauche et le deuxième, de la droite.
L'alliance entre ces deux partis, nommée l'Accord patriotique, peut également être perçue comme l'acceptation formelle que la gauche faisait du néolibéralisme (le MIR se réclamant de celle-ci) et comme l'acceptation que faisait la droite putschiste de la démocratie (l'ancien dictateur Hugo Banzer avait renoncé à ses aspirations légitimes de devenir président et a ainsi favorisé la stabilité et la consolidation du régime).

### Vote du Congrès
Le 5 août 1989, le Congrès national se réunit pour élire le président de la République, procédure prévue par la Constitution lorsque aucun candidat n'obtient la majorité absolue lors du vote populaire. Le MIR de Jaime Paz Zamora est soutenue par l'Action démocratique nationaliste et la Conscience de la patrie, alors que le MNR de Sánchez de Lozada n'est soutenu par aucun autre parti. La Gauche unie s'abstient de voter.
| Candidat                 | Candidat                  | Parti                    | Votes | %    |
| ------------------------ | ------------------------- | ------------------------ | ----- | ---- |
|                          | Jaime Paz Zamora          | MIR-ADN-CONDEPA          | 97    | 66,0 |
|                          | Gonzalo Sánchez de Lozada | MNR                      | 50    | 34,0 |
| Votes blancs et nuls     | Votes blancs et nuls      | Votes blancs et nuls     | 0     | –    |
| Total                    | Total                     | Total                    | 147   | 100  |
| Inscrits / Participation | Inscrits / Participation  | Inscrits / Participation | 157   | 93,6 |